# ويندي هوفيناجيل
ويندي هوفيناجيل (مواليد 27 نوفمبر 1974) هي دراجة سباق إيرلندية شمالية سابقة من أبرلاندز، مقاطعة لندنديري، أيرلندا الشمالية، تسابق على الطريق والمضمار، ولكنها متخصص في الأخير. لقد مثلت بريطانيا العظمى في العديد من بطولات العالم لركوب الدراجات وفي الألعاب الأولمبية لعام 2008، وأبرزها الفوز بالميدالية الفضية في أولمبياد بكين، والذهبية في مطاردة الفريق في بطولة العالم للمضمار أعوام 2008 و2009 و2011. لقد فازت أيضًا بالعديد من الألقاب الوطنية البريطانية ومثلت إنجلترا في دورة ألعاب الكومنولث 2006 وأيرلندا الشمالية في دورة ألعاب الكومنولث 2010. يقع مقر ويندي في كورنوال، إنجلترا.

## بداية حياتها
نشأت ويندي في المرتفعات بالقرب من ماغيرا. ذهبت إلى مدرسة مقاطعة أمبيرتين الابتدائية في أبرلاندز ومدرسة ريني إندويد النحوية في ماغيرافيلت. درست طب الأسنان في جامعة دندي حيث التقت بزوجها. بعد تأهلها، أصبحت طبيبة أسنان في سلاح الجو الملكي، وكلفت كملازم طيران في لجنة الخدمة القصيرة في 6 أغسطس 1998، وتمت ترقيتها إلى قائدة السرب في 6 أغسطس 2003. أكملت مهمتها في أغسطس 2004، تولت ويندي دور وظيفة مؤقتة في جراحة أسنان محلية للمساعدة في تمويل طموحاتها كراكبة دراجة. ترقت بسرعة إلى خطة منصة التتويج الأولمبية من قبل الاتحاد البريطاني للدراجات في يونيو 2006، بهدف الفوز بميدالية في دورة الألعاب الأولمبية في بكين في أغسطس 2008.

## حياة مهنية
شاركت ويندي في تجربة وقت ركوب الدراجات في سبتمبر 2002، دون أي خبرة في ركوب الدراجات وأصبحت بطلة محاكمة وقت الدائرة الوطنية في العام التالي. قبل ذلك، شاركت في تجارب زمنية داخل المملكة المتحدة لنادي وادي الجمل للهواة. واصلت مجموعتها من ألقاب التجارب الزمنية الوطنية في عام 2004، واستمرت في الفوز بجميع التجارب الزمنية البريطانية التي تنافست فيها خلال عام 2005، واستمرت في نجاحها طوال عام 2006. وفي أكتوبر 2005، فازت هوفيناجيل بأول سباق وطني لها في المطاردة الفردية لمسافة 3 كيلومترات. اللقب الذي أعقبه قريبًا فوزان بكأس العالم، وعمره 31 عامًا. كان هوفيناجيل موهبة اكتشفها فريق الدراجات البريطانية وبعد الاختبار الفسيولوجي تتبع بسرعة إلى برنامج المنصة الأولمبية المكلف بالفوز بميدالية في دورة الألعاب الأولمبية في بكين في غضون عامين.
بالتركيز على المضمار، أصبحت بطلة كأس العالم الشاملة في 2005/6 وظهرت لأول مرة في بطولة مسار غيغابايت العالمي في بوردو، حيث احتلت المرتبة الخامسة. تنافست مع إنجلترا على كل من المضمار والطريق في دورة ألعاب الكومنولث بعد أن رفض انضمامها لفريق أيرلندا الشمالية من قبل الاتحاد البريطاني للدراجات. احتفظت بلقب المطاردة الفردية الوطنية لمسافة 3 كم في عام 2006، ولقب أبطال كأس العالم في 2006/2007. لقد تقدمت بشكل أفضل لتحتل المركز الرابع في بطولة العالم للدراجات على المضمار 2007، في العام التالي في مايوركا.
قبل موسم 2008 مباشرة، أعلنت ويندي أن تركيزها سيكون على بطولة العالم لسباق المطاردة التي يبلغ طولها 3 كيلومترات والألعاب الأولمبية لعام 2008. خلال بطولة العالم للمضمار في مانشستر، بعد تدريب شتوي غير متناسق، كانت جزءًا من فريق المطاردة النسائي الحائز على الميدالية الذهبية. بعد أن حققت أيضًا أفضل أداء شخصي، حيث احتلت المرتبة الرابعة في المطاردة الفردية، كانت قدرتها على المشاركة بنجاح في الألعاب الأولمبية واضحة. في 15 أغسطس 2008، تأهلت هوفيناجيل الأسرع في الجولة التأهيلية لسباق 3000 متر سيدات في أولمبياد بكين وواصلت الفوز بالميدالية الفضية في النهائي، وخسرت الميدالية الذهبية أمام زميلتها في الفريق بفارق ثانيتين. فازت بالميدالية الفضية مرة أخرى في نفس الحدث في بطولة العالم للدراجات على المضمار 2009 في بولندا، وخسرت النهائي بفارق ثانيتين بعد فوزها على منافستها في تصفيات التصفيات. احتفظت بلقب بطولة العالم في فريق السيدات من خلال التأهل الأسرع خلال جولة التصفيات والفوز بالنهائي. لم يتم تضمين المطاردة الفردية في دورة الألعاب الأولمبية في لندن عام 2012، وهو القرار الذي صدقت عليه اللجنة الأولمبية الدولية والاتحاد الدولي للدراجات في منتصف ديسمبر 2009.
بعد أن أصبحت الحائزة على الميدالية الفضية في بطولة العالم وألعاب الكومنولث في عام 2010، حولت البطلة الوطنية للمطاردة الفردية تركيزها واهتمامها إلى حدث بيرسويت الأولمبي لموسمي المضمار 2010/11 و2011/12. كانت ويندي عضوًا في فريق بيرسويت البريطاني الذي فازت بألقاب البطولة الأوروبية والعالمية في موسم المضمار 2010/11، وأنهى الموسم في المرتبة الأولى عالميًا في تصنيفات الاتحاد الدولي للدراجات العالمية في ديسمبر 2011. وقد أخذها لقب بطولة العالم لعام 2011 إلى ويندي. المجموع إلى ثلاثة في مجال مطاردة الفريق.
على الرغم من كونه عضوًا محوريًا في حملة التأهل الأولمبي بيرسويت، فقد حذفت ويندي من الاختيار لسباق هذا الحدث في كل من بطولة العالم 2012 في ملبورن والألعاب الأولمبية في لندن. ومع ذلك، سُمح لها بسباق المطاردة الفردية في ملبورن، وحصلت على الميدالية الفضية.
أعلنت ويندي اعتزالها الرياضة عشية دورة ألعاب الكومنولث 2014 بعد تعرضها لإصابة في الظهر أثناء التدريب مما أجبرها على الانسحاب من المنافسة.
فازت ويندي بثلاث بطولات عالمية تنافس فيها بريطانيا العظمى في حدث بيرسويت وميدالية فضية أولمبية في عام 2008 في بكين في المطاردة الفردية. كانت أيضًا بطلة أوروبية ووطنية متعددة.
في عام 2017، اتهمت ويندي الدراجات البريطانية بالتحيز ضد كبار السن وثقافة "الفوز بأي ثمن".